# Dryptodon apiculatus
Dryptodon apiculatus là một loài Rêu trong họ Grimmiaceae. Loài này được (Hornsch.) Hartm. mô tả khoa học đầu tiên năm 1838.